# Sten Djurberg
Sten Ludvig Djurberg, född 23 mars 1871 i Vists församling, Östergötlands län, död 27 juni 1956 i Undenäs församling, Skaraborgs län, var en svensk militär och konstnär.

## Biografi
Djurberg avlade studentexamen i Örebro 1890 och officersexamen 1892. Han blev underlöjtnant vid Skaraborgs regemente 1892, löjtnant 1894, kapten 1908 och major vid Jönköpings regemente 1916. Djurberg var befälhavare i Karlsborg 1931–1937 och slussinspektör vid Göta kanal 1926–1946. Han befordrades till överstelöjtnant 1936.
Djurberg studerade en kortare tid vid Konstnärsförbundets målarskola 1900 och vid Kandinskijs målarskola i Tyskland 1902 och under studieresor till Köpenhamn. Hans konst består av landskap, fågelstudier och stilleben i olja eller akvarell. Djurberg hade en separatutställning i Växjö 1924.
Sten Djurberg var son till överingenjören Henning Djurberg och Hilda Lundström samt bror till Gerda von Feilitzen och Nils Djurberg. Han var från 1896 gift med Selma Thimgren. Makarna var föräldrar till militären Nils Djurberg och konstnären Viggo Djurberg.